# Vactangue I da Ibéria
Vactangue I (em georgiano: ვახტანგ I გორგასალი; 439/43 - 522/23) foi um rei do Reino da Ibéria.